# بريتش ايروسبيس
بريتش ايروسبيس (بالإنجليزية: British Aerospace)‏ هي شركة بريطانية كانت تصنع الطائرات وأنظمة الدفاع. تأسست في أبريل 1977 م بعد اندماج كل من شركة الطائرات البريطانية (بالإنجليزية: British Aircraft Corporation)‏ وهوكر سايدلي وهوكر سايدلي ديناميكس والاسكتلندية للطيران (بالإنجليزية: ScottishAviation)‏. وفي عام 1999 م، اشترتها شركة ماركوني لتصبح فيما بعد شركة BAE.
وقد قالت صحيفة الغارديان في تقرير لها، أن صفقات السلاح الخليجية هي وحدها ما أبقى الشركة مؤسسة رابحة خلال نصف القرن المنصرم.

## وصلات خارجية
- British Aerospace (أرشيف)